# Hôtel de Tallard
El hôtel de Tallard, u hôtel de Amelot de Chaillou es un hôtel particulier parisino de principios del XVIII .XVIII, ubicado en el n. 78 rue des Archives en el III Distrito de París.

## Historia
Fue encargado en 1702 por Denis-Jean Amelot de Chaillou, o Denis, o Jean-Denis, y su madre  después de haber comprado en 1700 un terreno contiguo al comprado en 1658 por su padre Jean- Jacques Amelot de Chaillou. Fue construido por Pierre Bullet entre 1702 y 1704. En 1722, fue adquirido por el Mariscal de Tallard quien le dejó su nombre. Utilizado en el siglo XIX por actividades comerciales que lo degradaron, fue restaurado por un promotor en 1980 y 1981.

## Descripción
Las fachadas y cubiertas más antiguas, el muro de cierre del patio principal y el portón de calle y su tímpano de madera, las bodegas y el jardín, así como varios elementos interiores, la gran escalera, su fuste y barandilla, el antiguo gran vestíbulo con bajorrelieves de flores, las cornisas de los salones de la planta baja, lado del jardín, y el fragmento conservado de la decoración sobre la puerta en estuco así como las cornisas de los salones del primer piso, lado del jardín, y el fragmento conservado de la decoración de la sobrepuerta, así como las cornisas de los salones del primer piso del lado del jardín fueron objeto de inscripción como monumento histórico el 22 de febrero de 1980.

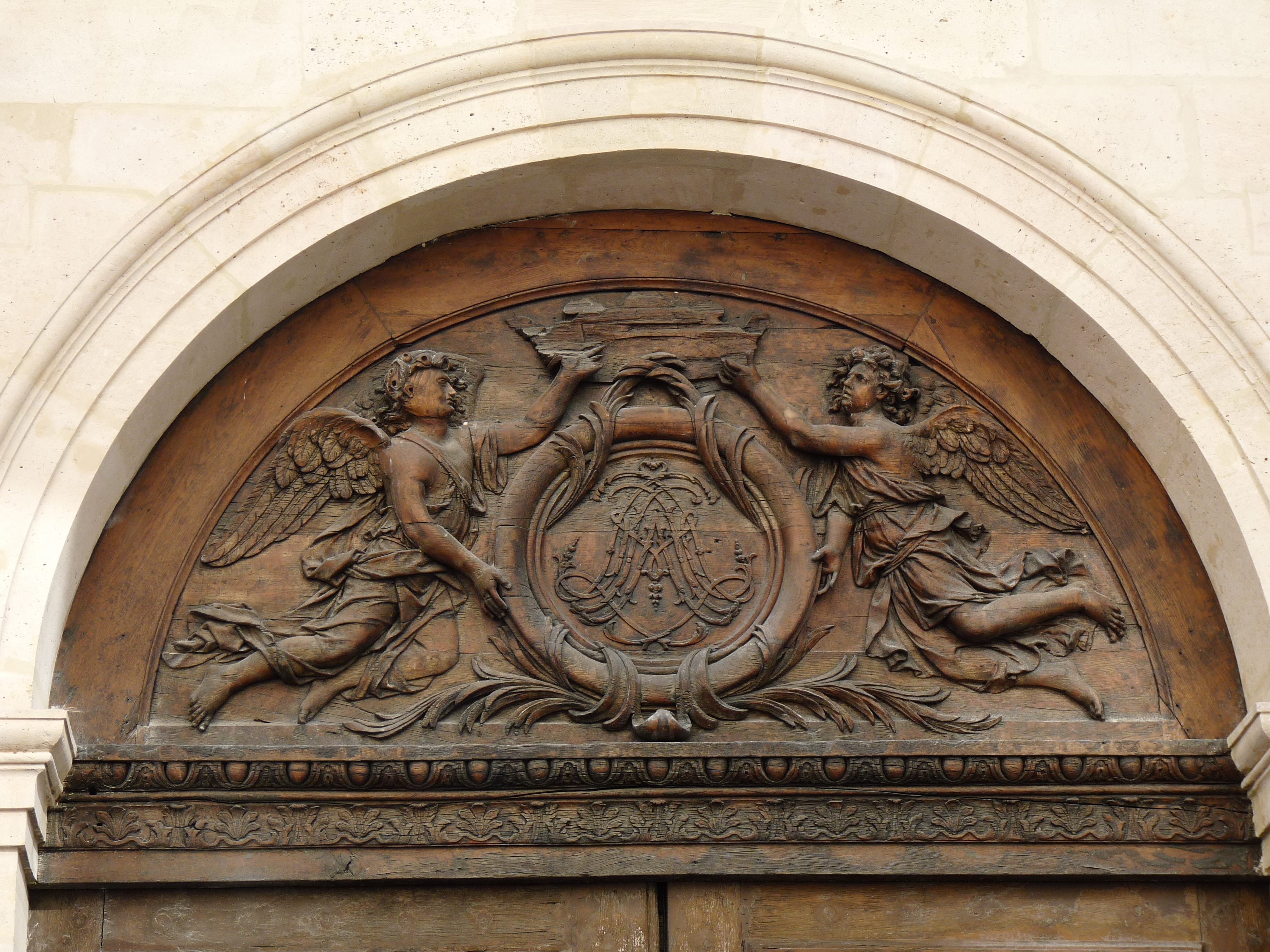
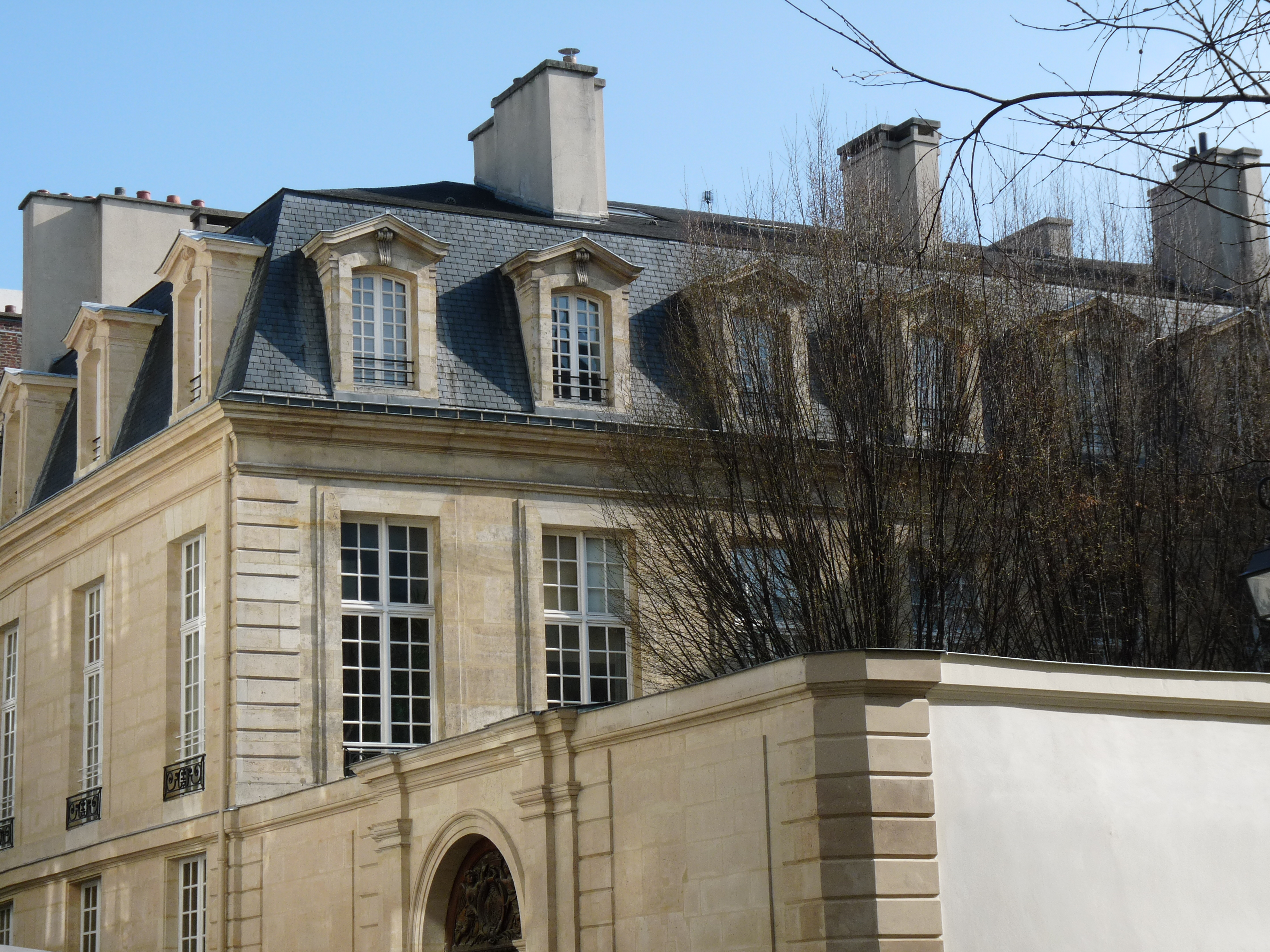
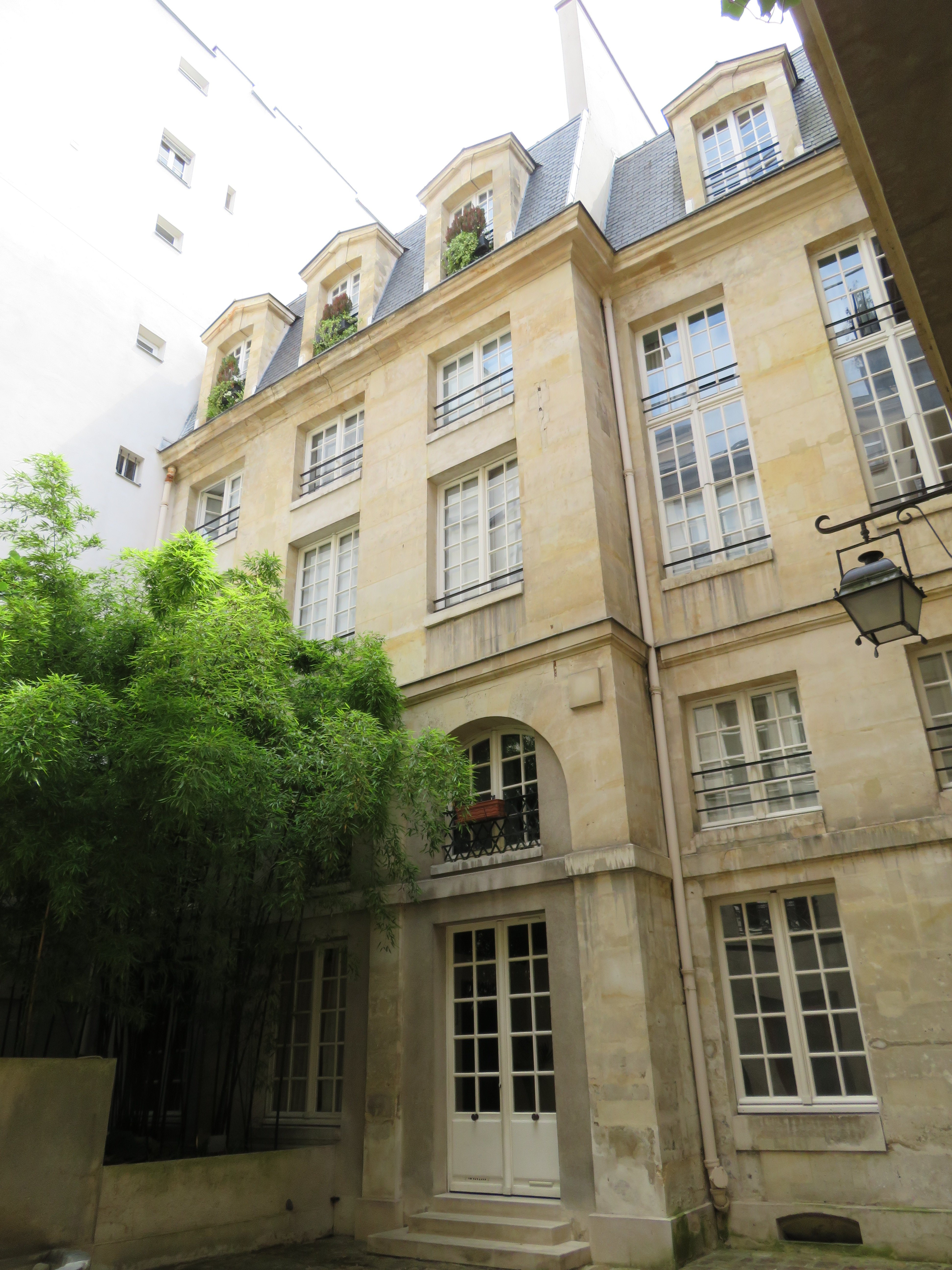